# Szczęśliwej drogi już czas (utwór)
Szczęśliwej drogi już czas – piosenka zespołu Vox, wydana w 1983 roku.

## Opis
Utwór ten jest jednym z największych przebojów zespołu Vox oraz Ryszarda Rynkowskiego, który wykonał utwór i nagrał do niego teledysk samodzielnie w 1991 roku. Piosenkę zalicza się do grupy tzw. „evergreenów” – utworów, które nie odchodzą w zapomnienie mimo upływu lat.
W 2008 roku zwycięzca 3. edycji programu Jak oni śpiewają – Krzysztof Respondek nagrał singel z tego programu, w którym znajdują się dwa utwory: Szczęśliwej drogi już czas oraz Spokojnie Polsko.
Utwór znalazł się także na płytach: Szczęśliwej drogi już czas (1991), Największe Przeboje (1993), The Best Of Vox (1994), Moda i miłość (1998), Złota kolekcja: Inny nie będę (1998), Złota kolekcja: Bananowy song (2001), Złota kolekcja: Śpiewająco (2005), Bursztynowa kolekcja empik: The Very Best Of Ryszard Rynkowski (2015).
W 1993 r. powstała interpretacja utworu pt. Szczęśliwej Polski już czas w wykonaniu Jerzego Kryszaka i Ryszarda Rynkowskiego. Po 30 latach Jerzy Kryszak ponownie zaśpiewał ten utwór, jednak już ze zmienionym tekstem w zwrotkach.

## Pozycje na listach przebojów
| Kraj   | Notowanie (1983)                   | Pozycja |
| ------ | ---------------------------------- | ------- |
| Polska | Lista przebojów Programu Trzeciego | 9       |
| Polska | Telewizyjna lista przebojów        | 3       |

## Inne wykonania
- Jakub Monasterski
- Przemysław Pajdak
- Not For Boyz – nagrał własną wersję w 1997 roku.
- Andrzej Grabowski, Marzena Kipiel-Sztuka, Dariusz Gnatowski, Krystyna Feldman, Ryszard Kotys, Barbara Mularczyk – jako bohaterowie serialu pt. Świat według Kiepskich w 2002 roku[3].
- Maciej Jachowski – podczas 5. edycji programu Jak oni śpiewają.
- Michał Szpak – podczas 1. edycji programu X Factor w 2011 roku[4].
- Chór Ryszarda Rynkowskiego – podczas 2. edycji programu Bitwa na głosy w 2012 roku[5].
- Natasza Urbańska i Mietek Szcześniak – podczas programu Superstarcie w 2014 roku[6][7].
- Janusz Waściński – podczas 6. edycji programu The Voice of Poland w 2015 roku[8].
- Waldemar Kiełbasa – nagrał własną wersję w studiu nagraniowym Studio dla Ciebie w Opolu w 2018 roku.
- Allan Mortensen – pod tytułem Have A Good Travel (It's Time)
- Michael Bolton & Sinfonia Varsovia – z angielskim tekstem pod tytułem On Your Own.[9]